# Lebiedzie-Kolonia
Lebiedzie-Kolonia [lɛˈbjɛd͡ʑɛ kɔˈlɔɲa] est un village polonais de la gmina de Sterdyń dans le powiat de Sokołów et dans la voïvodie de Mazovie, au centre-est de la Pologne.
Il est situé à environ 21 kilomètres au nord de Sokołów Podlaski et à 96 kilomètres au nord-est de Varsovie.

Sa population compte 91 habitant en 2003.